# 米蘇拉 (摩洛哥)
33°03′N 3°59′W / 33.050°N 3.983°W

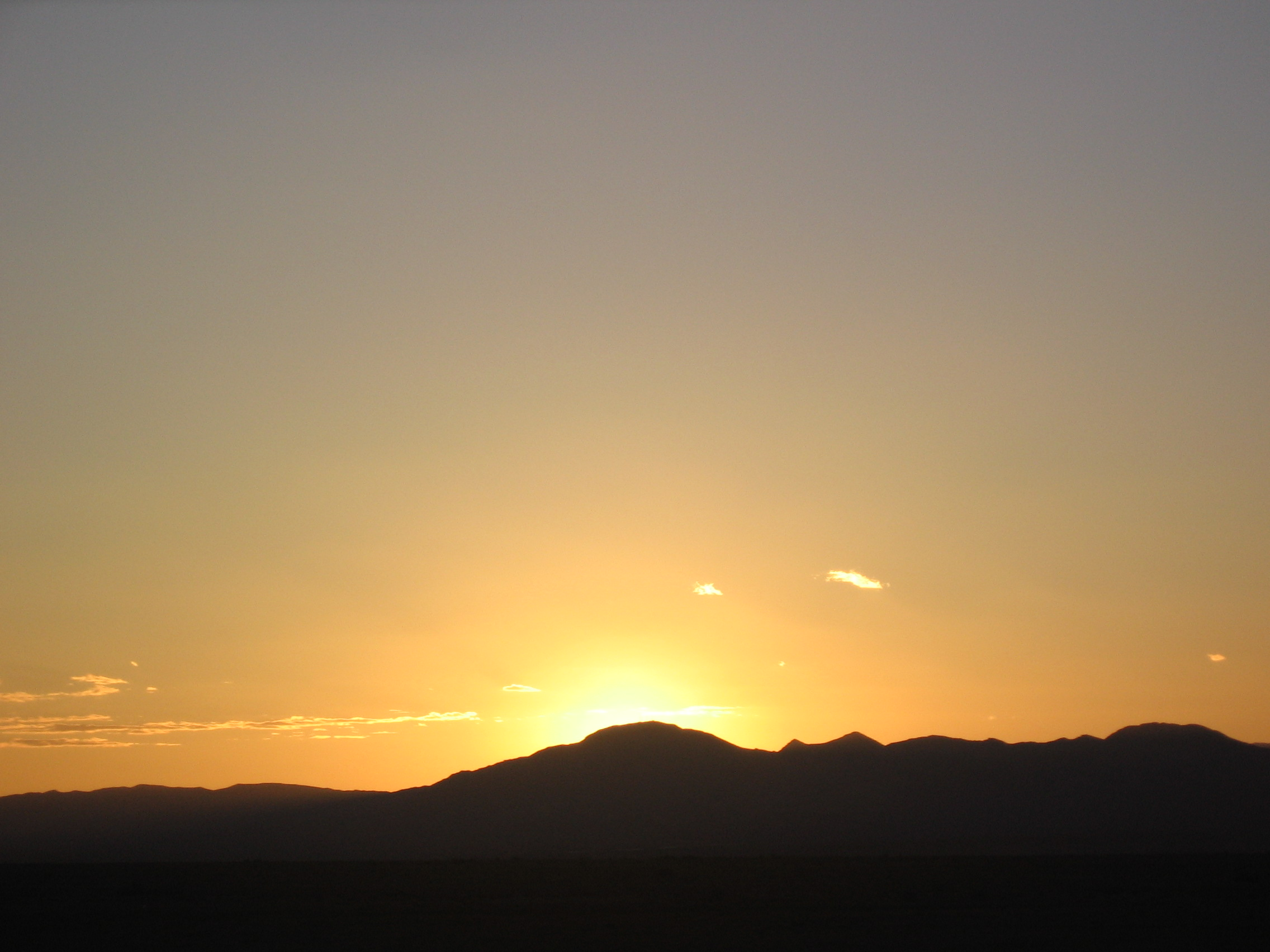
米蘇拉的日落

米蘇拉（阿拉伯语：‎）是摩洛哥的城鎮，位於該國東北部，由非斯-梅克內斯大區負責管轄，是布勒曼省的首府，海拔高度895米，每年平均降雨量287毫米，2004年人口20,978。